# 陳與郊
陳與郊（1544年—1611年），字廣野，號隅陽、玉陽仙史，浙江杭州府海寧縣人，明朝政治人物、戲曲作家。

## 生平
隆慶元年（1567年）丁卯科浙江鄉試第六十一名舉人，萬曆二年（1574年）中式甲戌科會試第四名，三甲第七十二名進士。授河間府推官，五年（1577年）調順德府推官，十年（1582年）六月升吏科給事中，十五年（1587年）二月升工科左給事中，十六年（1588年）十月升吏科都給事中，十八年（1590年）正月升太常寺少卿、提督四夷館，被光祿寺少卿王汝訓等論劾，二十年（1592年）以考選過濫罷職。丁母憂，居於海寧隅園，閉門著述。
萬曆三十三年（1605年），長子陳祖皋牽案下獄，陳與郊為救子而四處求助，三十八年（1610年）十二月卒，死前仍為救子奔波。

## 著作
工樂府，著有《檀弓輯注》、《方言類聚》、《黃門集》、《廣修辭指南》、《杜詩注評》、《隅園集》、《文選章句》、《薠川集》，另有《昭君出塞》、《文姬入塞》、《袁氏義犬》等雜劇。

## 遺跡
隅園即江南名園安瀾園之前身。

## 家族
陳與郊出身海寧陳氏望族。曾祖陳晃；祖父陳經，壽官；父陳中漸。母嚴氏。慈侍下。弟陳與相、陳與侯、陳與伯。長子陳祖皋，監生，娶禮部郎中錢公孫女；次子陳瓛，監生，娶吏科都給事中沈公孫女。孫陳伸、陳佶。